# Campeonato Sul-Mato-Grossense de Futebol
O Campeonato Sul-Mato-Grossense é a principal competição futebolística do estado de Mato Grosso do Sul organizado pela Federação de Futebol de Mato Grosso do Sul (FFMS).
Ela começou a ser disputada após a divisão de Mato Grosso em 1.º de janeiro de 1979 e teve o Operário como primeiro campeão. Este, inclusive, detém o título de maior vencedor com treze conquistas. Comercial e CENE completam o pódio dos três maiores vencedores.

## História

Elenco do Operário, primeiro clube campeão do campeonato em 1979.

Em 1.º de janeiro  de 1979, Mato Grosso do Sul elevou-se à categoria de estado; contudo, a FFMS foi fundada alguns dias antes, em 3 de dezembro de 1978. O primeiro campeonato estadual foi disputado em 1979 e teve o Operário como primeiro campeão. Este, inclusive, obteve um tricampeonato consecutivo e encerrou a década de 1980 com sete títulos estaduais. O Comercial, por sua vez, interrompeu a série de vitórias do rival em 1982, repetindo o feito em 1985 e 1987. Já o Corumbaense ficou com o título de 1984.
Na década de 1990, o Ubiratan dividiu o protagonismo estadual com o Operário, ambos venceram o torneio em três ocasiões. O Comercial obteve um bicampeonato, enquanto Nova Andradina e Chapadão tiveram uma conquista. Já o protagonismo da década seguinte ficou com o CENE, clube fundado em 15 de dezembro de 1999 e que rapidamente conquistou um tricampeonato em 2002, 2004 e 2005. O Comercial, por sua vez, obteve um bicampeonato em 2000 e 2001. O período, no entanto, ficou marcado pela proliferação de campeões. Águia Negra, Chapadão, Coxim, Ivinhema e Naviraiense conquistaram um título cada.
Na década de 2010, o CENE repetiu o feito anterior e faturou um tricampeonato, alcançando o sexto título em sua história. Águia Negra e Comercial venceram duas vezes, De 2016 a 2018, três clubes diferentes foram campeões: sendo o Sete de Dourados o primeiro vencedor, título inédito para o clube de Dourados. No ano seguinte foi a vez do Corumbaense, que alcançou seu segundo título. Por fim, o Operário conquistou a edição de 2018 quebrando um período de 21 anos sem conquistas. Logo no primeiro ano da década de 2020, o campeonato foi suspenso em decorrência da pandemia de COVID-19 e retomado somente em novembro. Esta paralisação resultou nas desistências de Corumbaense e Maracaju, sendo que ambas foram punidas pelo Tribunal de Justiça Desportiva (TJD-MS) com o rebaixamento. O campeonato foi finalizado em 23 de dezembro, quando o Águia Negra conquistou o título, tornando-se o maior campeão do interior.
Em 2021, a organização alterou o formato de disputa e promoveu Dourados, Novo, Três Lagoas e União ABC para as vagas abertas. O Costa Rica venceu o hexagonal final e conquistou seu primeiro título estadual.

## Campeões

Elenco do comemorando o título da edição de 2021.

A primeira edição do Campeonato Sul-Mato-Grossense teve como vencedor o Operário, que até hoje detém o posto de maior campeão do torneio. O clube possui treze títulos em toda a história do campeonato; contudo, viveu seu ápice de conquistas nas décadas de 1980 e 1990, retornando as conquistas a partir de 2018. Com quatro títulos a menos, o Comercial ocupa a segunda posição.
Nas décadas de 2000 e 2010, o protagonismo estadual passou a pertencer a dois clubes: Águia Negra e CENE. Este último detém seis títulos, enquanto o primeiro se tornou o clube do interior com mais títulos conquistados. Já o Ubiratan ocupa a quinta posição com os três troféus vencidos na década de 1990.
O torneio ainda tem Chapadão, Corumbaense e Costa Rica com dois títulos, além de Coxim, Naviraiense, Ivinhema, Nova Andradina e Sete de Dourados com um título cada.

### Títulos por clube
| Clube                 | Título                                                                                   | Vice                                                             |
| --------------------- | ---------------------------------------------------------------------------------------- | ---------------------------------------------------------------- |
| Operário              | 14 (1979, 1980, 1981, 1983, 1986, 1988, 1989, 1991, 1996, 1997, 2018, 2022, 2024 e 2025) | 7 (1982, 1985, 1987, 1992, 1993, 2005 e 2023)                    |
| Comercial             | 9 (1982, 1985, 1987, 1993, 1994, 2000, 2001, 2010 e 2015)                                | 10 (1979, 1980, 1981, 1983, 1986, 1996, 1997, 1999, 2002 e 2016) |
| CENE                  | 6 (2002, 2004, 2005, 2011, 2013 e 2014)                                                  | 2 (2003 e 2007)                                                  |
| Águia Negra           | 4 (2007, 2012, 2019 e 2020)                                                              | 1 (2014)                                                         |
| Ubiratan              | 3 (1990, 1998 e 1999)                                                                    | 2 (1988 e 2000)                                                  |
| Chapadão              | 2 (1995 e 2003)                                                                          | 3 (1998, 2004 e 2006)                                            |
| Corumbaense           | 2 (1984 e 2017)                                                                          | 1 (2018)                                                         |
| Costa Rica            | 2 (2021 e 2023)                                                                          | —                                                                |
| Naviraiense           | 1 (2009)                                                                                 | 4 (2010, 2012, 2013 e 2022)                                      |
| Ivinhema              | 1 (2008)                                                                                 | 3 (2009, 2015 e 2025)                                            |
| Nova Andradina        | 1 (1992)                                                                                 | —                                                                |
| Coxim                 | 1 (2006)                                                                                 | —                                                                |
| Sete de Dourados      | 1 (2016)                                                                                 | —                                                                |
| Aquidauanense         | —                                                                                        | 3 (2011, 2019 e 2020)                                            |
| Douradense            | —                                                                                        | 2 (1984 e 1989)                                                  |
| Esportiva Naviraiense | —                                                                                        | 2 (1990 e 1991)                                                  |
| Cassilandense         | —                                                                                        | 2 (1995 e 2001)                                                  |
| Dourados              | —                                                                                        | 2 (2021 e 2024)                                                  |
| Pontaporanense        | —                                                                                        | 1 (1994)                                                         |
| Misto                 | —                                                                                        | 1 (2008)                                                         |
| Novo                  | —                                                                                        | 1 (2017)                                                         |

### Títulos por cidade
| Cidade          | Título | Vice |
| --------------- | ------ | ---- |
| Campo Grande    | 29     | 19   |
| Dourados        | 4      | 6    |
| Rio Brilhante   | 4      | 1    |
| Chapadão do Sul | 2      | 3    |
| Corumbá         | 2      | 1    |
| Costa Rica      | 2      | —    |
| Naviraí         | 1      | 6    |
| Ivinhema        | 1      | 3    |
| Coxim           | 1      | —    |
| Nova Andradina  | 1      | —    |
| Aquidauana      | —      | 3    |
| Cassilândia     | —      | 2    |
| Ponta Porã      | —      | 1    |
| Três Lagoas     | —      | 1    |
| Sidrolândia     | —      | 1    |